# Мужской хор русского культурного центра города Челябинска
Академи́ческий мужско́й хор ру́сского культу́рного це́нтра го́рода Челя́бинска (ранее — Мужско́й хор Челя́бинского областно́го це́нтра наро́дного тво́рчества) — хоровой коллектив, лауреат всероссийских и международных фестивалей и конкурсов. Руководитель хора и дирижёр — Заслуженный работник культуры РСФСР Владимир Александрович Шереметьев.

## История
Коллектив образован в первой половине 1980-х из пап детей, певших в вокально-хоровых студиях «Мечта» (образована в 1972) и «Дружина» (образована в 1979) и к 1987, после расширения состава, в том числе и за счёт взросления мальчиков «Дружины», стал полноценным мужским хором. Мужской хор располагался в здании Дворца культуры железнодорожников, однако в 1998 хор прекратил свою деятельность, а в 2004 возродился в ДШИ № 1, откуда вскоре переехал в здание ОЦНТ в центре города. После 2010[когда?] стал хором Русского культурного центра, репетиции по-прежнему проводились в здании ОЦНТ. С 2014 старое здание, находящееся в аварийном состоянии, было закрыто, а в 2016 — снесено, ОЦНТ переехал в Тракторозаводский район — репетиции хора проводятся там.

### Участие в конкурсах и фестивалях
- 1995 — «Поющая Россия» (Москва) — лауреат.
- 2008 — «Рождественский базар» (Братислава) — лауреат[7].
- 2016 — «Поющее мужское братство» (Калуга) — лауреат.

## Репертуар
- Песни российской императорской армии
- Духовные песни и молитвы русского православия[8].
- Русские народные песни.
- Мужские оперные хоры.
- «Золотые россыпи» — песни народов мира.
- Музыкально-литературная композиция «Герои мировой войны» — песни советских композиторов о Великой Отечественной войне.
- Музыкально-литературная композиция «И ничего в природе нет, что бы любовью не дышало» — романсы русских композиторов XIX века в переложении для мужского хора.
- Музыкально-литературная композиция «Моабитская тетрадь» — по стихам Мусы Джалиля.